# Boris Șapoșnikov
Boris Mihailovici Șapoșnikov (în rusă Борис Михайлович Шапошников; n. 2 octombrie 1882 — d. 26 martie 1945) a fost un mareșal rus, dintre principalii comandanți militari sovietic din timpul celui de Al Doilea Război Mondial. A aderat la Partidul Comunist al URSS în 1930. 